# رطية

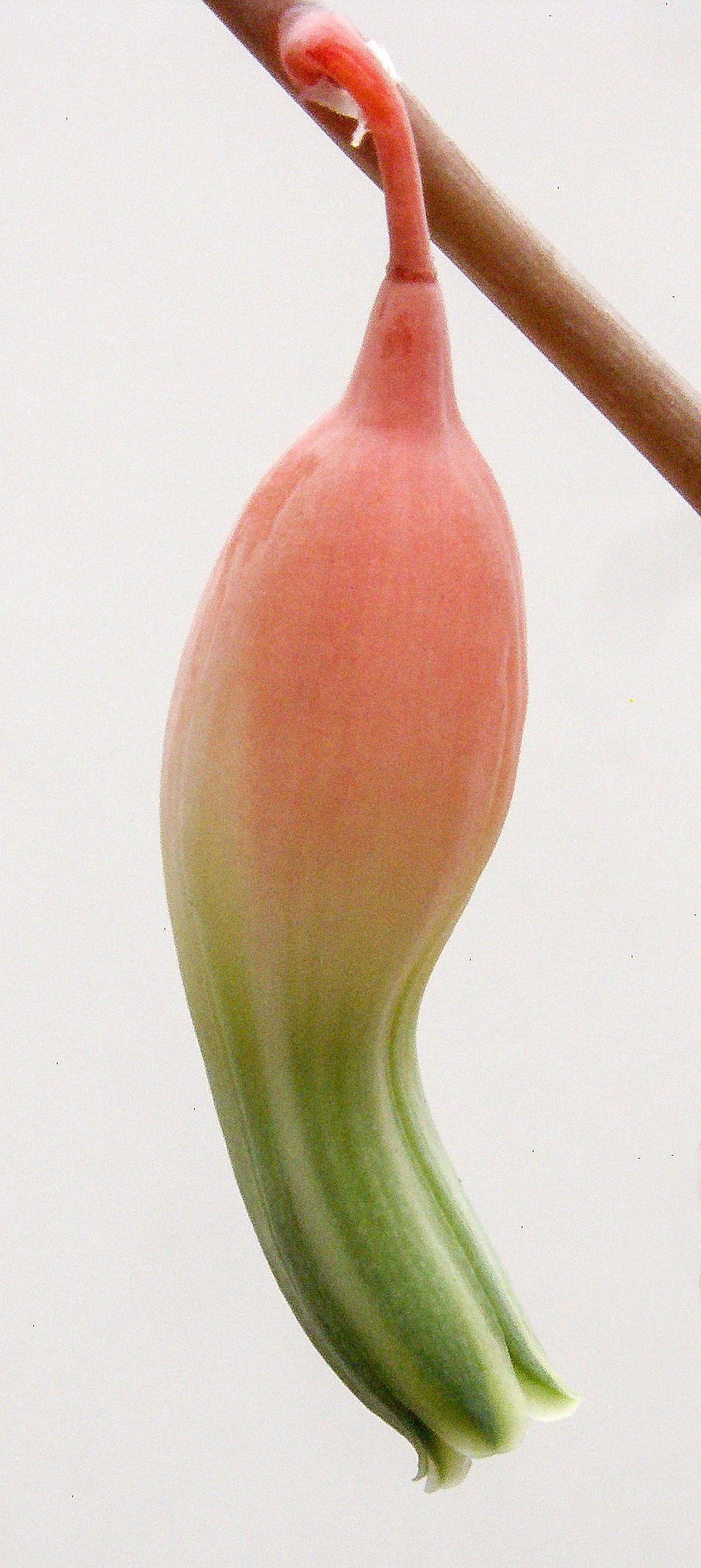
زهرة واحدة

رَطِيَّة هو جنس من النباتات العصارية مهده جنوب إفريقيا (والزاوية الجنوبية الغربية القصوى من نميبية). سوقها صغيرة أو جدعة أو منعدمة. أوراقها لحمية قرصية مشقصة. أزهارها متباينة الألوان. تزرع للتزيين ضمن البيوت وفي الحدائق التي لا تخشى البرد. ترغب في الأتربة المتوسطة الاندماج الوافرة العناصر الغذائية من عضوية ومعدنية.

## الأنواع
من أنواعها:
- رطية أنيقة
- رطية سوداء
- رطية مبقجة
- رطية كظرة
- رطية لامعة